# Eteläranta (Pori)
Pour les articles homonymes, voir Eteläranta.

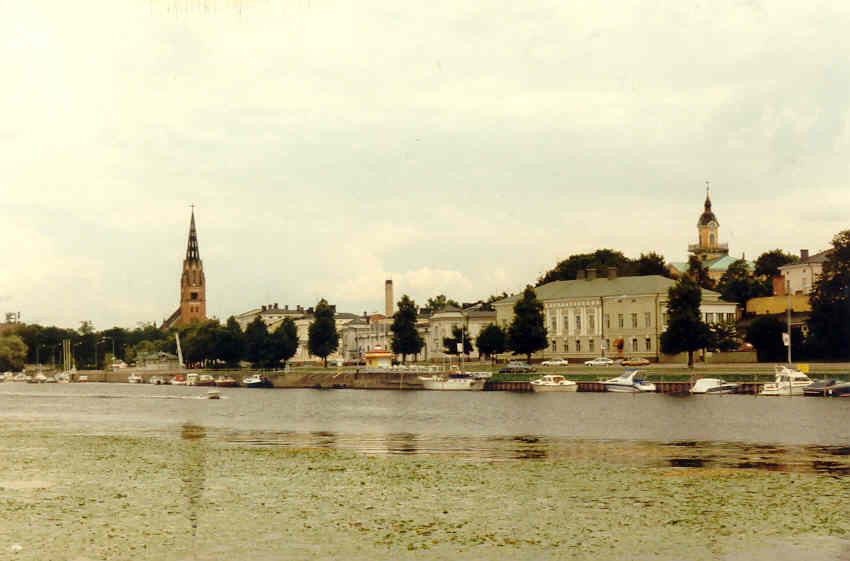
La rivière Kokemäenjoki.

Eteläranta (français : rive sud) est une rue du centre de Pori en Finlande. Pendant le festival Pori Jazz, la rue est nommée Jazzkatu.

## Description
La rue de 700 mètres de long est, comme son nom l'indique, sur la rive sud de la rivière Kokemäenjoki. 
Elle commence à l'est par l'Église centrale de Pori de la rue Yrjönkatu et va jusqu'à la rue Hallituskatu.
L'Eteläranta est classée Paysage précieux à l'échelle nationale.
On y trouve le Kirjurinluoto et Usine de coton de Pori.

## Bâtiments de l'Eteläranta
- Mellinin talo
- Lindroosin talo
- Rosenlewin talo
- Ahlströmin talo
- Poriginal Galleria
- Grönfeldtin talo
- Musée d'art de Pori
- Klubitalo
- Musée du Satakunta
- Café Jazz

## Galerie

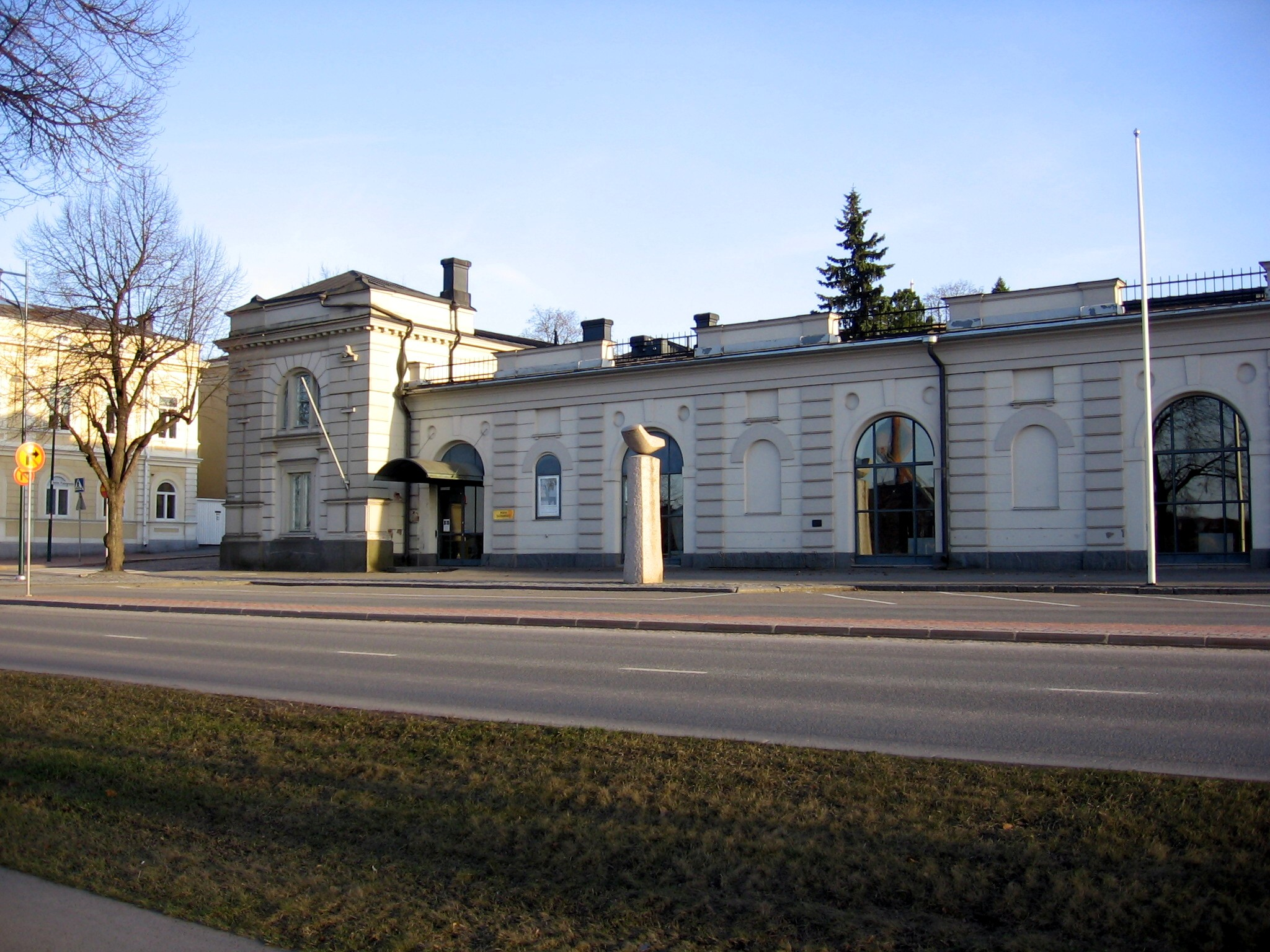
Le Musée d'art de Pori.
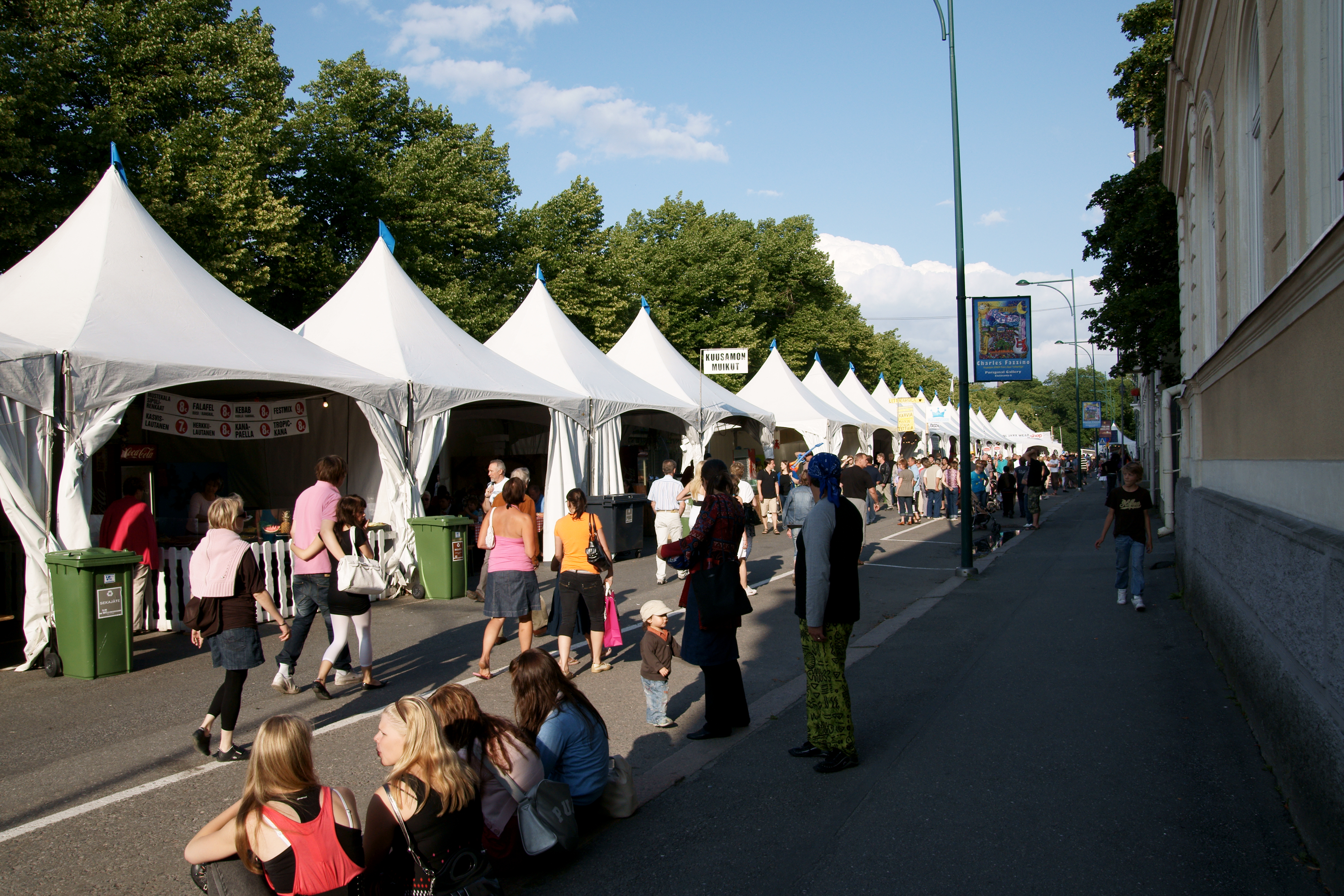
la rue Jazzkatu en 2009